# 김애란
김애란(金愛爛, 1980년 ~ )은 대한민국의 소설가이다. 인천에서 태어나 대학교를 졸업하기 전까지 충남 서산에서 살았다. 한국예술종합학교 연극원 극작과를 졸업한 후에 단편 〈노크하지 않는 집〉으로 2003년 제1회 대산대학문학상(소설부문)을 수상하여 《창작과비평》을 통해 등단했다.

## 문학관
김애란 작가는 단편집 《달려라, 아비》에서 이렇게 말한다.
| “ | 나는 문학이 나의 신앙이 되길 바라지 않습니다. 소설을 쓰는 데 배움이나 경험이 반드시 중요하다고 생각하지도 않습니다. 하지만 소설 안의 어떤 정직. 그런 것이 나에게 있었으면 좋겠습니다. 그리고 언제나 당신이 있었으면 좋겠습니다. | ” |

## 작품 활동
계간 '창작과비평' 2003년 봄호에 단편 〈노크하지 않는 집〉을 발표하며 작품활동을 시작했으며, 2005년 대산창작기금을 받았다.
단편집〈달려라 아비〉를 2005년에 발표하였다. 짧은 호흡, 수미상응의 작법, 군더더기 없는 경쾌한 문장, 세상을 미워하지 않는 냉철한 문장으로 한국 소설의 샛별이라는 평가를 받았다. “인간에 주력하고, 일부러 ‘비스듬히 보지’ 않고 ‘오래, 빤히’들여다보려고 노력한다”
25세 되던 해 2005년 제38회 한국일보 문학상을 받아 역대 최연소 수상자가 되었다.
“99년 대학에 입학하면서 서울에 왔고, 지금껏 7년을 살았어요. 그 경험들이 저의 글 어디에든 묻어있겠죠. 곧 제 일상의, 동시대의 이야기를 한 겁니다. 제게는 세대적 공감보다는 계급적 공감이 컸어요.”
2007년 소설집 〈침이 고인다〉를 발표하고, 이 작품에 수록된 〈칼자국〉으로 “현실의 변화 방향에 대한 분명한 태도를 가지고 있다는 것이 여러 대목에서 드러난다. 윤리와 그것을 표현하는 방식 모두 새로우면서도 거부감이 없는, 남다른 능력의 소산인 듯하다”는 평으로 2008년 제9회 이효석 문학상을 받았다.
역시 〈침이 고인다〉로 2009년 제27회 신동엽창작상을 받았다. 나희덕, 성석제, 한기욱 문학평론가로 구성된 심사위원회는 “청년실업과 비정규직이 양산되는 2000년대 한국의 현실을 젊은 주체의 새로운 감각과 어법으로 빼어나게 포착하고 있다. 이 시대가 빚은 신종의 궁핍과 전망부재의 옹색한 삶에도 불구하고 사회의 낮은 자리에 서서 어떤 관념적 지향이나 위안에 기대지 않고 오로지 젊은이다운 생동하는 상상력으로 이야기를 길어내려는 이 작가의 당당한 태도에 특히 주목하고자 한다. 신동엽 문학의 정신과 이 상의 취지에 비춰, 소설적 성취와 패기있는 작가정신을 높이 평가해 선정한다.”라고 밝혔다.
2008년 문화체육관광부가 선정한 ‘오늘의 젊은 예술가상(문학부문)’을 받았다.
여성신문의 창간 20주년 기념 미래 비전적인 여성 역할모델을 보여준 ‘2030 여성 희망리더 20인’에 2008년 선정됐다.
단편 〈너의 여름은 어떠니〉로 2010년 김유정기념사업회가 주최하는 ‘제4회 김유정문학상’ 수상자로 선정됐다.

문학상 운영위원회는 수상작에 대해 “삶의 다양한 순간을 재치 있는 언어로 포착해 젊은 날의 고뇌와 환희의 정체를 밝혀나가는 구성으로 젊은 작가의 삶에 대한 깊고 예리한 통찰력을 보여줬다”라고 밝혔다.
제34회 이상문학상 우수작으로 2010년 〈그곳의 밤 이곳의 노래〉가 선정되었다.
제37회 이상문학상 대상으로 2013년 <침묵의 미래>가 선정되었다.

## 기타

### 드라마 ‘졸업’
위하준이 강의하는 장면에서 김애란 작가를 기깔나는 작가라 칭한다.

### 라디오 방송
2008년 인터넷 문학 라디오 방송 ‘문장의 소리( https://web.archive.org/web/20160316021456/http://radio.munjang.or.kr/ )’를 진행했다. “글은 숨을 곳이 많은데, 말은 아니다.”

### 시각장애인을 위한 연극
2010년 4월 〈달려라, 아비〉가, 2009년부터 한국연극인복지재단이 대한민국 서울 대학로 소극장에서 시각장애인을 위해 진행한 ‘들려주는 연극’ 프로젝트에 정미경의 〈밤이여, 나뉘어라〉와 같이 무대에 올려졌다.

## 수상
- 2002년 제1회 대산대학문학상(소설부문)
- 2005년 대산창작기금
- 2005년 제38회 한국일보문학상
- 2008년 오늘의 젊은 예술가상(문학부문)
- 2008년 제9회 이효석문학상
- 2009년 제27회 신동엽창작상
- 2010년 제4회 김유정문학상
- 2011년 제2회 젊은작가상
- 2013년 제18회 한무숙문학상
- 2013년 제37회 이상문학상

## 작품

### 단편집
- 2005년 〈달려라, 아비〉 (창비)
  - 달려라, 아비 / 나는 편의점에 간다 / 스카이 콩콩 / 그녀가 잠 못 드는 이유가 있다 / 영원한 화자 / 사랑의 인사 / 누가 해변에서 함부로 불꽃놀이를 하는가 / 종이 물고기 / 노크하지 않는 집
- 2007년 〈침이 고인다〉 (문학과지성사)
  - 도도한 생활 / 침이 고인다 / 성탄특선 / 자오선을 지나갈 때 / 칼자국 / 기도 / 네모난 자리들 / 플라이데이터리코더
- 2012년 〈비행운〉 (문학과지성사)
  - 너의 여름은 어떠니 / 벌레들 / 물속 골리앗 / 그곳에 밤 여기에 노래 / 하루의 축 / 큐티클 / 호텔 니약 따 / 서른
- 2017년 〈바깥은 여름〉 (문학동네)
  - 입동 / 노찬성과 에반 / 건너편 / 침묵의 미래 / 풍경의 쓸모 / 가리는 손 / 어디로 가고 싶으신가요

### 단편 발표집
- 〈노크하지 않는 집〉 - 2003년 계간 ‘창작과비평’ 봄호
- 〈성탄특선〉 - 2006년 '전기수 이야기(제52회 현대문학상 수상소설집)' (현대문학)
- 〈침이 고인다〉 - 2007년 '천사는 여기 머문다(제31회 이상문학상 작품집)' (문학사상사), 2007년 '누런 강 배 한 척(이효석문학상 수상작품집)' (해토)
- 〈칼자국〉 - 2008년 '이효석문학상수상작품집2008' (해토)
- 〈벌레들〉 - 2009년 ‘서울, 어느 날 소설이 되다 : 테마 소설집’ (강) , 2010년 '오늘의 소설' (작가)
- 〈그곳에 밤 여기의 노래〉 - 2009년 ‘현장비평가가 뽑은 올해의 좋은 소설’ (현대문학), 2010년 ‘아침의 문 - 제34회 이상문학상 작품집’ (문학사상사)
- 〈큐티클〉 - 2009년 '오늘의 소설' (작가)
- 〈너의 여름은 어떠니〉 - 2009년 계간 ‘문학동네’ 여름호, 2009년 '근처(황순원문학상 수상작품집)' (중앙북스)
- 〈네모난 자리들〉 - 2010년 '자전소설1(축구도 잘해요)' (강)
- 〈물 속 골리앗〉 - 2010년 계간 ‘자음과모음’, 중국 격월간 ‘소설계’, 일본의 월간 ‘신초’(신조)[9], 2010년 '칼(제10회 황순원문학상 수상 작품집)' (중앙일보), 2011년 '제2회 젊은작가상 수상작품집' (문학동네)
- 〈그곳에 밤 여기의 노래〉 - 2010년 '아침의 문(제34회 이상문학상 작품집 대상수상작)' (문학사상)
- 〈여름의 풍속〉 - 2011년 '소설가로 산다는 것(우리 시대 작가 17인이 말하는 나의 삶 나의 글)' (문학사상)
- 〈입동〉 - [2014] 계간 창작과비평 [겨울] 통권 166호
- 〈건너편〉 - 2016년 계간 문학과사회 [봄] 통권 113호

### 장편집
- 2011년 〈두근두근 내 인생〉 (창비)

#### 두근두근 내 인생
아이들은 무럭무럭 자란다./그리고 나는 무럭무럭 늙는다./누군가의 한 시간이 내겐 하루와 같고/다른 이의 한 달이 일년쯤 된다./이제 나는 아버지보다 늙어버렸다. 

(중략) 

아버지가 묻는다./다시 태어난다면 무엇이 되고 싶으냐고./나는 큰 소리로 답한다./아버지, 나는 아버지가 되고 싶어요. 

아버지가 묻는다./더 나은 것이 많은데, 왜 당신이냐고. 

나는 수줍어 조그맣게 말한다. 

아버지, 나는 아버지로 태어나, 다시 나를 낳은 뒤/아버지의 마음을 알고 싶어요. 

아버지가 운다. 

이것은 가장 어린 부모와 가장 늙은 자식의 이야기다. 
- 프롤로그 중에서 -
| “ | 능청스러움이라든가 시치미를 떼는 말짱함으로 보더라도 그녀는 운명적인 이야기꾼이다. 『두근두근 내 인생』은 그야말로 첫 장편인데도 어색하지 않게 이야기 속으로 말려들어가게 만드는 은근한 매력을 갖고 있다. 자아란 미망에 지나지 않는다는 의견도 있는데, 사람이 원래 욕망의 산물이기 때문이고 어차피 남들의 영향에 의하여 형성되었기 때문이다. 아무튼 이 작가의 산문은 도처에 생에 대한 '숨은그림찾기'와 같은 두 겹의 모양을 배치해두었고, 이러한 '공중전'이 김애란 소설의 의젓함이자 품위이기도 할 것이다. - 황석영(소설가) - | ” |

| “ | 인생이 알 수 없는 신비로 가득하다는 것을 알아버린 나이 든 어린 영혼이 건네는 이야기를 읽는 동안 두근거림이 멈추지 않는다. 책장이 바삐 넘어간다. 남은 부분이 얇아지면 얇아질수록 조바심이 난다. 하지만 읽는 일을 멈출 수 없다. 비극에서 낙천의 보석을 골라내는 타고난 재능, 희극에서 통찰에 이르는 길을 순식간에 만들어내는 정묘한 내비게이터의 면모를 본다. 놀라 다시 본다. - 성석제(소설가) - | ” |

- 2024년 〈이중 하나는 거짓말〉 (문학동네)

## 참고 문헌
- 김애란, 《달려라, 아비》, 창비, 2005
- 김애란, 《두근두근 내 인생》, 창비, 2011